# Oeax obtusicollis
Oeax obtusicollis là một loài bọ cánh cứng trong họ Cerambycidae.